# Samsung Galaxy Win
Samsung Galaxy Win hoặc được biết đến như Galaxy Grand Quattro ở một số thị trường là điện thoại thông minh phát triển bởi Samsung Electronics. Nó được công bố bởi Samsung vào 20 tháng 5 năm 2013. Samsung Galaxy Win có vi xử lý lõi-tứ Cortex-A5 1.2  GHz và RAM 1 GB, với bộ nhớ trong 8 GB có thể mở rộng lên đến 64 GB bằng cách sử dụng thẻ nhớ microSD. Thiết bị còn hỗ trợ kết nối mạng thông qua 2G và 3G, Wi-Fi. Hệ thống định vị bao gồm A-GPS với Google Maps. Galaxy Grand chạy Android 4.1.2. Jellybean OS. 
Samsung Galaxy Win là điện thoại thông minh có máy ảnh chính 5 MP hỗ trợ chụp ảnh và quay video chất lượng cao. Máy ảnh trước 0.3 MP. Máy ảnh chính có thể quay video 720*480 với 30 khung trên giây. Máy ảnh có hỗ trợ LED flash có thể nhìn thấy đối tượng trong điều kiện thiếu sáng.
Tự động lấy nét, thẻ địa lý, chạm lấy nét và nhận diện khuôn mặt là một số tính năng được hỗ trợ trên Samsung Galaxy Win I8552. Thậm chí còn có  tính năng ổn định hình ảnh và nhận diện nụ cười, trình sửa ảnh cơ bản trên Galaxy Win mà bạn có thể sử dụng trên hình ảnh của bạn với mỗi lần chạm.
Samsung Galaxy Win có pin là 2000 mAh Li-ion có thể giúp Galaxy Win sử dụng trên 10 giờ. 4.7 inches TFT WVGA, màn hình đa chạm 16 M màu.

## Liên kết
- Trang chủ chính thức Hàn Quốc
- Trang chủ chính thức Trung Quốc (CMCC)
- Trang chủ chính thức Trung Quốc (China Telecom)